# Barrett Jones
Barrett Jones (Collierville, 25 maggio 1990) è un giocatore di football americano statunitense che gioca nel ruolo di offensive lineman nella National Football League (NFL). Fu scelto nel corso del quarto giro (113º assoluto) del Draft NFL 2013 dai Rams. Al college ha giocato a football all’Università dell'Alabama, vincendo tre campionati NCAA e venendo premiato come All-American.

## Carriera professionistica

### St. Louis Rams
Jones fu scelto nel corso del quarto giro del Draft 2013 dai St. Louis Rams. Debuttò come professionista nella gara della settimana 14 contro gli Arizona Cardinals. La sua stagione da rookie terminò con 3 presenze, nessuna delle quali come titolare, mentre nella seconda scese in campo sette volte.

## Palmarès
- Rimington Trophy - 2012

## Statistiche
| Partite totali      | 10 |
| Partite da titolare | 0  |

Statistiche aggiornate alla stagione 2016